# Knurów
Pour l’article homonyme, voir Knurów (Petite-Pologne).
Knurów est une ville de Pologne, située dans la voïvodie de Silésie. Elle fait partie de la région urbaine de Katowice, au sein de l'aire métropolitaine de Haute-Silésie (en).

## Histoire
De 1818 à 1922, Knurow fait partie de l'arrondissement de Rybnik dans le district d'Oppeln au sein la province de Silésie

## Jumelages
La ville de Knurów est jumelée avec :
- Svit (Slovaquie)
- Kazincbarcika (Hongrie)